# Георгій Саканделідзе
Георгій Саканделідзе (груз. გიორგი საკანდელიძე; нар. 29 березня 1990) — грузинський та катарський борець вільного стилю, срібний призер чемпіонату Азії, бронзовий призер Кубку світу. Срібний призер чемпіонату світу з пляжної боротьби.

## Життєпис
Боротьбою почав займатися з 1998 року. У 2009 році став срібним призером чемпіонату світу та чемпіонату Європи серед юніорів. Наступного року став чемпіоном Європи серед юніорів, а на юніорському чемпіонаті світу здобув бронзову нагороду.
З 2018 року почав виступи за збірну Катару. Того ж року здобув для цієї країни першу в історії медаль чемпіонату Азії з боротьби.
Тренери — Гія Котішадзе (з 1998), Олександр Кахніашвілі (з 2008).

## Спортивні результати на міжнародних змаганнях

### Виступи на Чемпіонатах світу
| Змагання                                | Збірна | Вагова категорія           | Місце  |
| --------------------------------------- | ------ | -------------------------- | ------ |
| Чемпіонат світу з пляжної боротьби 2011 | Грузія | понад 90 кг                | Срібло |
| Чемпіонат світу з боротьби 2014         | Грузія | вільна боротьба, до 125 кг | 22     |

### Виступи на Чемпіонатах Азії
| Змагання                       | Збірна | Вагова категорія           | Місце  |
| ------------------------------ | ------ | -------------------------- | ------ |
| Чемпіонат Азії з боротьби 2018 | Катар  | вільна боротьба, до 125 кг | Срібло |

### Виступи на Кубках світу
| Змагання                    | Збірна | Вагова категорія           | Місце  |
| --------------------------- | ------ | -------------------------- | ------ |
| Кубок світу з боротьби 2011 | Грузія | вільна боротьба, до 120 кг | Бронза |
| Кубок світу з боротьби 2014 | Грузія | вільна боротьба, до 125 кг | 9      |

### Виступи на інших змаганнях
| Змагання                                     | Збірна | Вагова категорія                  | Місце  |
| -------------------------------------------- | ------ | --------------------------------- | ------ |
| Золотий Гран-прі з боротьби 2009             | Грузія | вільна боротьба, до 120 кг        | Бронза |
| Турнір Г. Картозія і В. Балавадзе 2011       | Грузія | вільна боротьба, до 120 кг        | Бронза |
| Золотий Гран-прі з боротьби 2011 (Баку)      | Грузія | вільна боротьба, до 120 кг        | 5      |
| Золотий Гран-прі з боротьби 2011 (Баку)      | Грузія | греко-римська боротьба, до 120 кг | 8      |
| Вогні Москви 2011                            | Грузія | вільна боротьба, до 120 кг        | 5      |
| Золотий Гран-прі з боротьби 2012 (Тегеран)   | Грузія | вільна боротьба, до 120 кг        | 7      |
| Гран-прі «Харі Рам» 2012                     | Грузія | вільна боротьба, до 120 кг        | Золото |
| Золотий Гран-прі з боротьби 2012 (Баку)      | Грузія | вільна боротьба, до 120 кг        | Золото |
| Турнір Дмитра Коркіна 2012                   | Грузія | вільна боротьба, до 120 кг        | Золото |
| Інтерконтинентальний кубок з боротьби 2012   | Грузія | вільна боротьба, до 120 кг        | Золото |
| Київський Міжнародний турнір з боротьби 2013 | Грузія | вільна боротьба, до 120 кг        | 12     |
| Золотий Гран-прі з боротьби 2013 (Сассарі)   | Грузія | вільна боротьба, до 120 кг        | Золото |
| Турнір Степана Саргісяна 2013                | Грузія | вільна боротьба, до 120 кг        | Золото |
| Інтерконтинентальний кубок з боротьби 2013   | Грузія | вільна боротьба, до 120 кг        | Золото |
| Вогні Москви 2013                            | Грузія | вільна боротьба, до 120 кг        | Срібло |
| Золотий Гран-прі з боротьби 2014 (Баку)      | Грузія | вільна боротьба, до 125 кг        | Срібло |
| Турнір Олександра Медведя 2015               | Грузія | вільна боротьба, до 125 кг        | Бронза |
| Турнір Алі Алієва 2015                       | Грузія | вільна боротьба, до 125 кг        | Бронза |
| Турнір Степана Саргісяна 2015                | Грузія | вільна боротьба, до 125 кг        | Бронза |
| Кубок Алроси 2015                            | Грузія | вільна боротьба, до 125 кг        | Бронза |
| Міжнародний турнір Дінмухамеда Кунаєва 2015  | Грузія | вільна боротьба, до 125 кг        | Золото |
| Pro Wrestling League 2015                    | Грузія | команда                           | Золото |
| Турнір Олександра Медведя 2016               | Грузія | вільна боротьба, до 125 кг        | 5      |
| Київський Міжнародний турнір з боротьби 2018 | Катар  | вільна боротьба, до 125 кг        | 8      |
| Перлина Македонії 2018                       | Катар  | вільна боротьба, до 125 кг        | Золото |
| Турнір Степана Саргісяна 2018                | Катар  | вільна боротьба, до 125 кг        | Бронза |
| Турнір Олександра Медведя 2018               | Катар  | вільна боротьба, до 125 кг        | 5      |
| Pro Wrestling League 2019                    | Катар  | команда                           | 5      |
| Всесвітні ігри військовослужбовців 2019      | Катар  | вільна боротьба, до 125 кг        | 11     |

### Виступи на змаганнях молодших вікових груп
| Змагання                                       | Збірна | Вагова категорія           | Місце  |
| ---------------------------------------------- | ------ | -------------------------- | ------ |
| Чемпіонат Європи з боротьби серед юніорів 2009 | Грузія | вільна боротьба, до 120 кг | Срібло |
| Чемпіонат світу з боротьби серед юніорів 2009  | Грузія | вільна боротьба, до 120 кг | Срібло |
| Чемпіонат Європи з боротьби серед юніорів 2010 | Грузія | вільна боротьба, до 120 кг | Золото |
| Чемпіонат світу з боротьби серед юніорів 2010  | Грузія | вільна боротьба, до 120 кг | Бронза |